# AGTR2
AGTR2 (англ. Angiotensin II receptor type 2) – білок, який кодується однойменним геном, розташованим у людей на X-хромосомі. Довжина поліпептидного ланцюга білка становить 363 амінокислот, а молекулярна маса — 41 184.
| 10         |  | 20         |  | 30         |  | 40         |  | 50         |
| ---------- |  | ---------- |  | ---------- |  | ---------- |  | ---------- |
| MKGNSTLATT |  | SKNITSGLHF |  | GLVNISGNNE |  | STLNCSQKPS |  | DKHLDAIPIL |
| YYIIFVIGFL |  | VNIVVVTLFC |  | CQKGPKKVSS |  | IYIFNLAVAD |  | LLLLATLPLW |
| ATYYSYRYDW |  | LFGPVMCKVF |  | GSFLTLNMFA |  | SIFFITCMSV |  | DRYQSVIYPF |
| LSQRRNPWQA |  | SYIVPLVWCM |  | ACLSSLPTFY |  | FRDVRTIEYL |  | GVNACIMAFP |
| PEKYAQWSAG |  | IALMKNILGF |  | IIPLIFIATC |  | YFGIRKHLLK |  | TNSYGKNRIT |
| RDQVLKMAAA |  | VVLAFIICWL |  | PFHVLTFLDA |  | LAWMGVINSC |  | EVIAVIDLAL |
| PFAILLGFTN |  | SCVNPFLYCF |  | VGNRFQQKLR |  | SVFRVPITWL |  | QGKRESMSCR |
| KSSSLREMET |  | FVS        |  |            |  |            |  |            |

A: Аланін

C: Цистеїн

D: Аспарагінова кислота

E: Глутамінова кислота

F: Фенілаланін

G: Гліцин

H: Гістидин

I: Ізолейцин

K: Лізин

L: Лейцин

M: Метіонін

N: Аспарагін

P: Пролін

Q: Глутамін

R: Аргінін

S: Серин

T: Треонін

V: Валін

W: Триптофан

Кодований геном білок за функціями належить до рецепторів, g-білокспряжених рецепторів, білків внутрішньоклітинного сигналінгу. 
Локалізований у клітинній мембрані, мембрані.